# La Industrial Alicantina
La Industrial Alicantina fou una empresa valenciana del sector de l'alimentació que es va desenvolupar a la ciutat d'Alacant en el segon quart del segle xix.
Va ser fundada al barri de Sant Blai en la dècada de 1870 pels germans Ribera Guarner i Román Bono Guarner com a fàbrica de xocolataa unes cases construïdes deu anys abans davant l'estació d'Alacant per José María Tato per tal d'allotjar els treballadors del ferrocarril, raó per la qual el carrer s'anomenà carrer de Tato. En acabar-se el segle xix es va fer càrrec de la fàbrica Román Bono Guarner i va ampliar el negoci a la salaó i altres productes alimentaris, alhora que va tenir un paper actiu en portar l'enllumenat elèctric al barri de Sant Blai.
A la mort de Román Bono es van fer càrrec de l'empresa els seus fills Román i Antonio Bono Luque (aquest darrer futur alcalde d'Alacant). Des de 1928 l'empresa es va dedicar al sector dels transports. Es va consolidar en el transport de productes petroliers i canvià el nom pel d'«Hijos de Román Bono Guarner», alhora que canviava la seu social al carrer Rioja. La fàbrica se'ls va quedar petita i la varen enderrocar. A la mort d'Antonio Bono Luque el nou propietari fou seu el fill Román Bono Marín.